# Comunero de Revenga
El Comunero de Revenga es un terreno sobre el que comparten jurisdicción los municipios españoles de Canicosa de la Sierra, Quintanar de la Sierra y Regumiel de la Sierra. Se encuentra enclavado entre las tres localidades, al sureste de la provincia de Burgos, en la zona oriental de la comunidad autónoma de Castilla y León.
Se trata de un paraje rodeado de pinares, en cuyo praderío, atravesado por el río Torralba, se levanta una ermita y una casona comunal del siglo XVIII que sirve de albergue. A escasos metros de ambos se encuentra una necrópolis medieval de tumbas cavadas en la roca.
Perteneciente durante décadas a los monasterios de San Millán de la Cogolla y San Pedro de Arlanza, en 1581 fue cedido a las tres villas que aún hoy comparten su posesión. Cada año, uno de los tres municipios administra los bienes y propiedades del Comunero y se encarga de preparar la fiesta, la cual se celebra a finales del mes de mayo.

## Historia

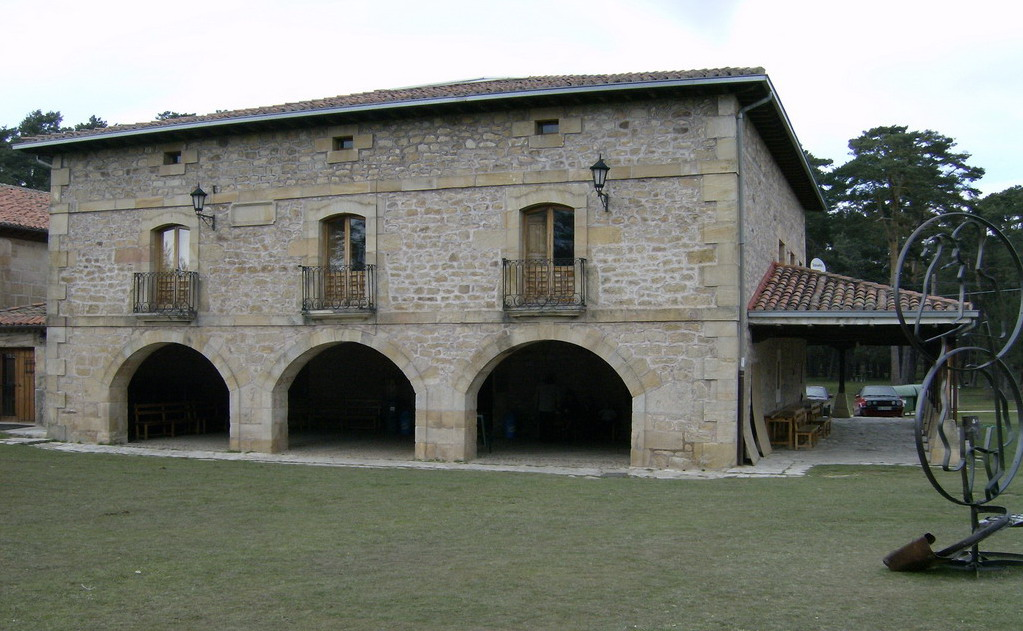
Albergue de Revenga

Históricamente, el poblado de Revenga (cuyo nombre significa ‘lugar húmedo’) fue donado por Sancho García, conde de Castilla, al monasterio de San Millán de la Cogolla, siendo reconstruido tras ser incendiado por Almanzor en 1002. Tiempo después pasó a formar parte del señorío de los Condestables, y hacia 1213 pasó a manos del monasterio de San Pedro de Arlanza. Por último, en 1581, después de su despoblación, fue cedido a las villas de Quintanar, Canicosa y Regumiel.

## Necrópolis

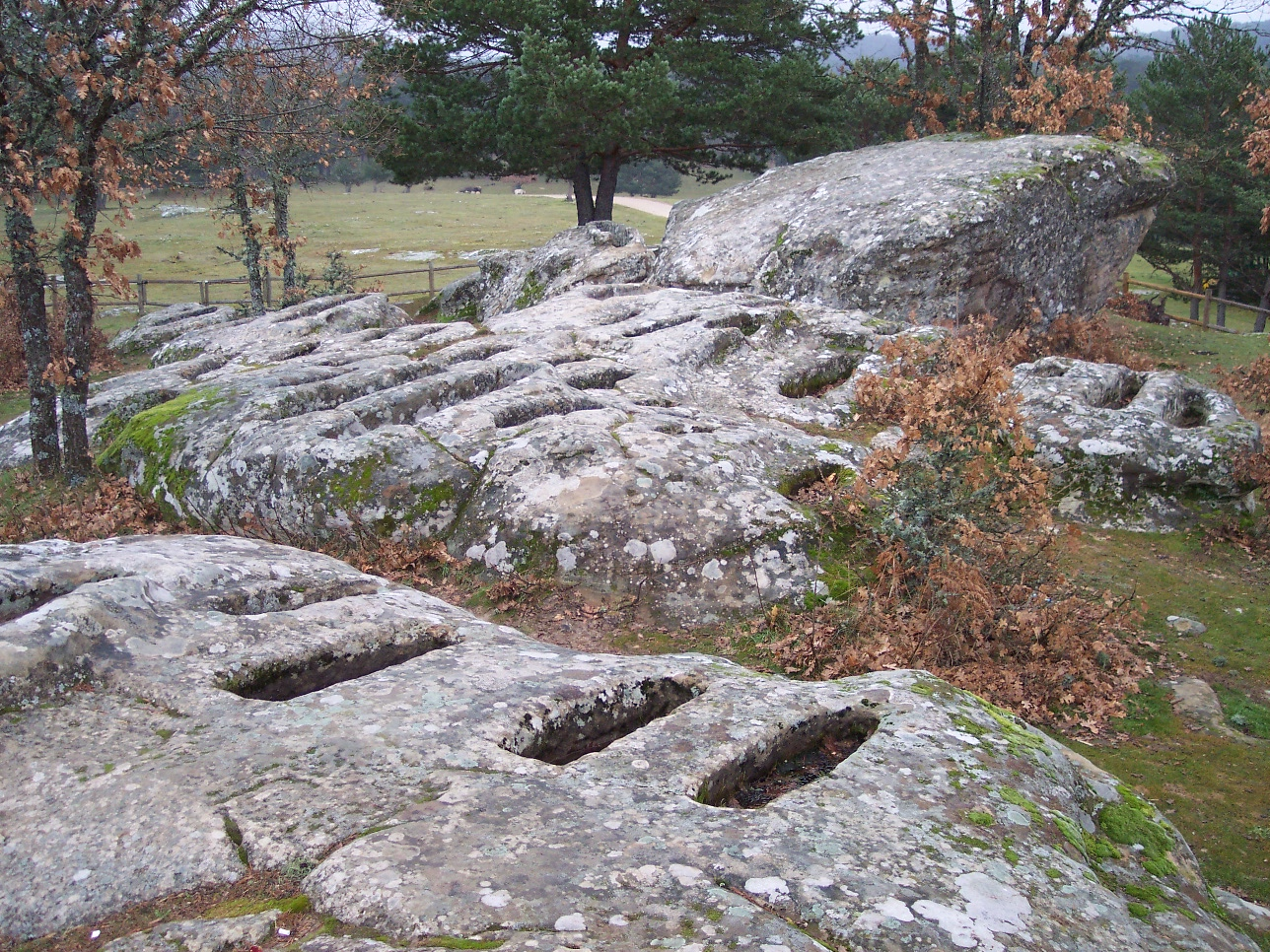
Algunas de las tumbas de la necrópolis

Se trata de un conjunto de 133 tumbas antropomórficas, talladas en un afloramiento rocoso y orientadas de este a oeste, que al parecer estaban cubiertas por una losa, desaparecida en su mayoría. En cuanto a su cronología, son de posible origen visigodo, mozárabe o altomedieval.
La necrópolis fue declarada  bien de interés cultural, con categoría de zona arqueológica, en 2011.
Necrópolis similares hay en toda la comarca, siendo conocidas como necrópolis del Alto Arlanza. Los enclaves inventariados son numerosos: Satiuste, San Felices y La Covacha de las Monjas o de Los Moros en Castrillo de la Reina, El Castillo, Pajares, Prado de la Nava y Prado Bañuelos en Palacios de la Sierra, El Castillo (junto a la iglesia), San Miguel, San Millán del Manzanar y El Rincón en Vilviestre del Pinar, Cuyacabras y Cueva Andrés en Quintanar de la Sierra, la necrópolis de la iglesia Regumiel de la Sierra y Revenga y La Cerca en el Comunero. Todos ellos reflejan las formas de vida y enterramiento que adoptaban las poblaciones de la frontera castellana entre mediados del siglo IX y principios del siglo XI, en pleno proceso de confrontación por el dominio del Duero.
Existen diversas modalidades de tumbas, como excavadas directamente en la roca, sarcófagos exentos, tumbas de lajas y nichos, estando en todos los casos cubiertas con lápidas. El expolio sufrido durante siglos no ha respetado la mayoría de ellas, aunque se conservan algunos ejemplares. Abundan las tumbas femeninas e infantiles, y no han aparecido elementos de ajuar en ellas.

## Cultura

### Fiesta

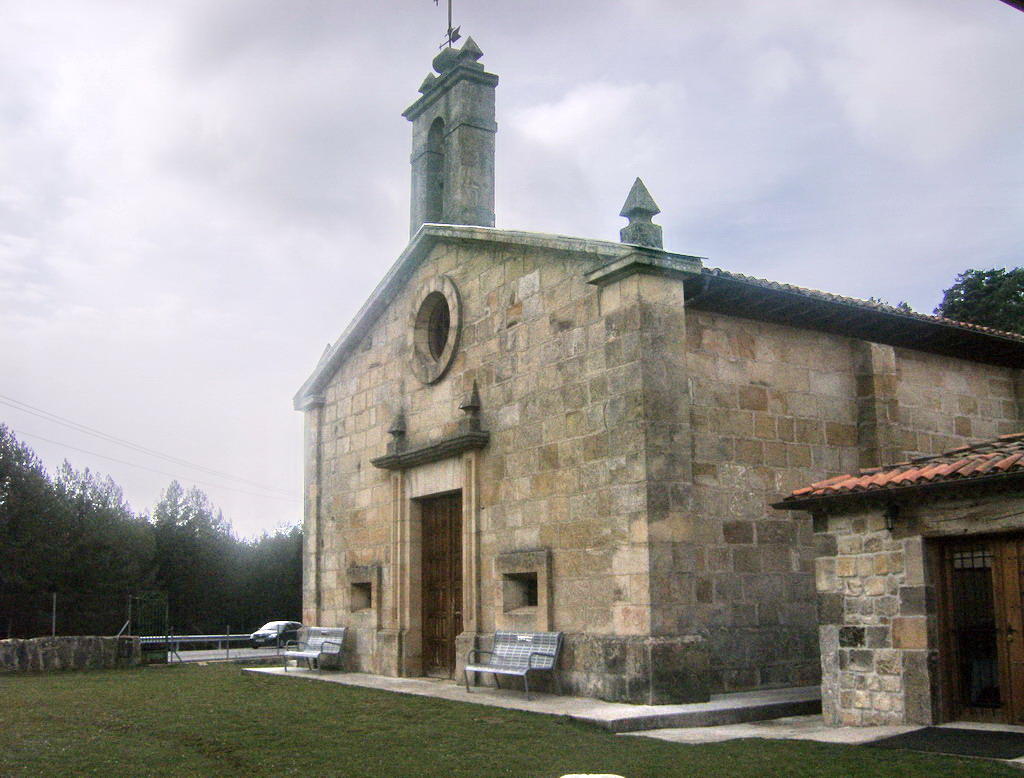
Ermita Nuestra Señora de Revenga

Todos los años, a finales del mes de mayo, se celebra la fiesta del Comunero, una de las romerías más tradicionales de la provincia de Burgos, remontándose al menos al siglo XVI. Comienza la misma a mediodía con el saludo ritual de cruces y pendones de los pueblos participantes, tras el cual tienen lugar los actos religiosos, con procesión y misa, cantándose y bailándose jotas serranas en el paraje. A continuación se lleva a cabo la Pingada del Mayo y, si el tiempo acompaña, se sirven las comidas en la campa.
Ya por la tarde se reza el rosario, se celebra misa y tiene lugar la rifa del Ramo, una rama de pino engalanada con dulces que acompaña a la Virgen en la procesión. Para terminar la jornada, las tres comitivas se despiden al toque del campanil. Además, y a lo largo de todo el día, un buen número de feriantes, artesanos y tabernas se instalan en la campa, sirviendo de entretenimiento para los asistentes.

### Casa de la Madera

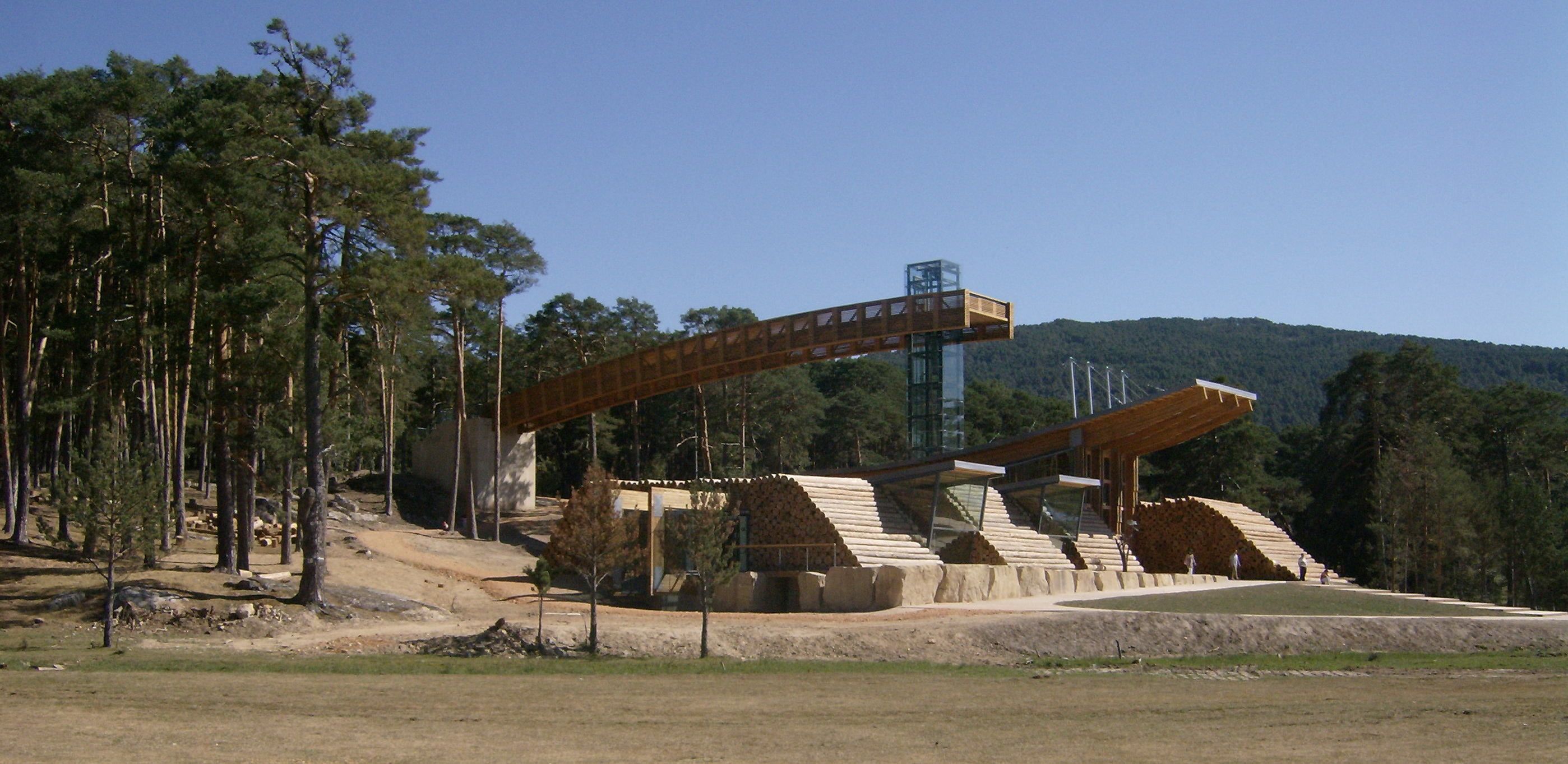
Vista general de la Casa de la Madera

Inaugurada en el verano de 2008, se trata de un edificio multidisciplinar de mil metros cuadrados que se conforma mediante cajas de troncos de madera apilados y una torre acristalada de más de veinte metros de altura, en cuya parte alta se sitúa un mirador.